# 神童 (漫画)
『神童』（しんどう）は、青年漫画雑誌「漫画アクション」で連載されたさそうあきらの漫画である。1997年4月15日から1998年6月9日まで連載された。これを原作とする映画については神童 (映画)を参照。
天才的なピアノの才能を持つ小学校5年生の少女と絶対音感を持つ大学浪人生の心の交流を描く。
平成10年度第2回文化庁メディア芸術祭マンガ部門 優秀賞受賞
および平成11年度（第3回）手塚治虫文化賞 マンガ優秀賞受賞。

## あらすじ
浪人生・菊名和音は栄光音楽大学を目指しているものの、「合格は無理」と言われていた。そんなある夜、ボートを漕いでいた和音は野球ボールを捜しにきた少女・成瀬うたと知り合う。和音は勢いでうたに部屋に上がり込まれるが、彼女は和音のピアノから聴いたことも無いような素晴らしい音色を奏でる。

## 登場人物
菊名 和音（きくな かずお）
八百屋の父を持つ栄光音楽大学を目指す浪人生。友人からは「ワオ」と呼ばれている。小学校6年生のときに相原こずえへの憧れからピアノを始める。相原との関係が失恋に終わった後は香音と恋仲になる。元々あまりピアノは上手くなかったが、うたとの出会いによって少しずつ上達していく。高校生時代にバンドを結成しキーボードを担当していた。聴覚に優れ、どんな小さな音も聞き逃さない。極度のアガリ性だが、非常に素直な性格。
成瀬 うた（なるせ うた）
母子家庭に育った世界の巨匠に並ぶだけの腕を持つ小学校5年生の天才ピアニスト。世界的な指揮者成瀬光一郎を父に持ち、生後間もない頃からピアノに親しみ、6歳の頃には既に天才少女の名をほしいままにしていた。その一方で将来の目標にするほど野球が好きで、隠れて地元の野球チームのピッチャーを務めており（その方面でもかなりの腕前である）、ピアノジムを利用して鍛えた指で繰り出すフォークボールが決め玉。教育者的な母親の態度に嫌気が差し、一時はピアノに興味を失っていたが、和音との出会いによって再びピアノへの情熱を取り戻し、父親の弾いた天色の音を出すことを目指す。デビュー後、メニエール病による難聴を患い一時公衆の前から姿を消すが、音を感じ取る方法を模索する中、難聴児童を支援するワークショップに誘われたことがきっかけで自分の演奏スタイルを確立する。男勝りな性格で口の悪さは他者の反感を買うことも多い。和音に恋してからは嫉妬深い一面も見せた。また、本編ではあまり強調されないが、美少女である。
相原 こずえ（あいはら こずえ）
和音とは小学生のときからの幼馴染。和音に恋心を抱かれているが、本当は八王子と恋仲にある。そのピアノの音は「生真面目で優等生的」と呼ばれる。
八王子 充（はちおうじ みつる）
和音、相原の幼馴染で3歳の頃からピアノを学んでいる。強いフォルテシモの持ち主で早弾きを得意とし、そのピアノの音は「人を寄せ付けないハガネの音」と呼ばれ（うたには嫌われている）、ピアノの弦を切ったことも一度ではない。プライドが高く嫌味な性格。
賀茂川 香音（かもがわ かのん）
栄光音大で和音が伴奏ピアニストとしてのレッスンを受けるために組まされた声楽科の学生。初レッスンから和音と意気投合し、そのまま2人は関係を持つ。気が弱く、彼女に嫉妬したうたからはよくからかわれた。その一方で思いやりのある優しい性格。
成瀬 きみ（なるせ きみ）
成瀬うたの母親。ピアノ以外の教育はせず、学校の宿題も（間違いだらけだが）すべて自分で代行する典型的なステージママ。年齢は39歳。始めは和音を怪しんでいたが、彼の存在がうたにとって良い影響となることを知り上手く利用しようとする。虚栄心が強く、豪邸を購入し、近所には夫（成瀬光一郎）が多額の印税を残してくれたと語るが、実際はビルの清掃とクラブのホステスでぎりぎりの生活費を稼ぎ、うたのコンクールの入賞賞金で豪邸を担保にした借金を返済しようとしている。
御木柴薫（みこしば かおる）
栄光音楽大学の教授。愛称は「ミコたん」、「ミコちゃん」。うたに並ぶだけのピアノの腕を持ち、デビュー当時は指揮者の成瀬光一郎と共に世界中から腕前を絶賛されていたが、自分の腕前に満足せずに無理な練習を続けた結果、腱鞘炎になり道を閉ざされてしまった過去を持つ。ピアノ一筋に生きてきたため満足な教育を受けておらず、アルコール依存症のため落ちこぼれとみなされ、大学でも下のクラスを受け持っていたが、うたの登場によって成瀬光一郎を思い出し理想の音を追い求めるようになる。後にパリ音楽院から教授として招聘を受ける。
ウラディミール＝ロブコウィッツ
世界的な巨匠ピアニストで、モーツァルトのピアノ協奏曲第20番のソリストとして妻のワンダと専属ピアノ調律師長谷川を連れて初来日する。パリ音楽院時代の親友でもあった御子柴教授の引き合わせでうたと仲良くなる（前日にうたがホテルの部屋に侵入する一騒動があった）。コンサート当日ホテルの食事でヒラメの小骨が喉にひっかかったため弾かないと言い出し、自分の代演奏者としてうたを指名する。業界ではキャンセル魔としても有名。子供のような性格で、おもちゃとパフェとかくれんぼが大好き。愛用するピアノはスタインウェイCD150で、演奏の度に運んで長谷川に調律を任せている。またユダヤ系であり、迫害によるトラウマを持つ。来日の本当の理由は御子柴教授とディズニーランドに連れて行ってもらう約束をしたため。

## その他
文庫版では演奏シーンを中心に加筆がなされている。